# María de Abarca
María Francisca de Abarca († um 1656) war eine spanische Malerin.

## Leben
Die aus Aragón stammende María de Abarca heiratete den Maler Francisco Luis Climens, Herrn von Baubín, der ihr auf seinem beruflichen Gebiet Unterricht erteilte. Sie wirkte in der Mitte des 17. Jahrhunderts in Madrid und betätigte sich auch als Dichterin. Vor allem ihre Miniaturen und Bildnisse fanden große Anerkennung; so zollte ihnen etwa der spanische Maler und Schriftsteller José García Hidalgo in seinen Principios para estudiar el nobilísimo arte de la pintura (Madrid, 1691) großes Lob.